# Patrice Gouy
Pour les articles homonymes, voir Gouy.
 (août 2011).
Si vous disposez d'ouvrages ou d'articles de référence ou si vous connaissez des sites web de qualité traitant du thème abordé ici, merci de compléter l'article en donnant les références utiles à sa vérifiabilité et en les liant à la section « Notes et références ».
Patrice Gouy, né le 28 janvier 1949 à Lyon, est un journaliste indépendant français. Il travaille ponctuellement comme documentariste pour les télévisions et maisons de productions françaises et mexicaines. Spécialiste des migrations européennes au Mexique en particulier de l'émigration des Barcelonnettes au XIXe et XXe siècles[réf. nécessaire]. Installé dans ce pays depuis 1981, il en connait tous les détours. Il est considéré comme un très bon connaisseurs de ce pays[réf. nécessaire].
Il est marié à Fabienne Favre, traductrice. Il est le père de deux enfants nés au Mexique.

## Biographie
Patrice Gouy est diplômé de l’Institut d'études politiques de Grenoble en 1976. Il obtient un doctorat de troisième cycle en 1979 sur l’émigration basse-alpine des Barcelonnettes au Mexique. 
En 1980, il reçoit une bourse de professeur-chercheur du gouvernement français pour poursuivre ses recherches à l’UNAM (Université Nationale Autonome de Mexico). En 1982, il est consultant de la MIDIST (Mission interministériel de développement scientifique et technique) et rédige un rapport sur la place du livre scientifique français au Mexique. Il est ensuite chargé de mission du Ministère de la Culture pour faire la promotion du livre scientifique français au Mexique, en Amérique centrale, au Brésil et en Argentine[réf. nécessaire]. 
En 1986, il opte pour la profession de  journaliste et de correspondant régional pour  le Mexique et l’Amérique centrale pour un grand nombre de publications :  Le Matin, l’Evénement du Jeudi, La Croix,  Les Dernières Nouvelles d'Alsace,  Ouest-France,  le journal de Genève, La Tribune, LSA[réf. nécessaire]. 
Il collabore également pour des radios : RFI, Radio France, Radio Canada, Radio Suisse Romande, Radio-Télévision belge[réf. nécessaire]…
Patrice Gouy parcourt le Mexique pour de nombreux reportages et documentaires. Il publie de nombreux guides touristiques, en particulier participe à la refonte intégrale du Guide Bleu Mexique[réf. nécessaire]. 

## Documentaires

### Journaliste- auteur
- De la canne au sucre Patrice Gouy – Sebastianos Roussos, ORSTOM
- Le café et les biotechnologies Patrice Gouy – Sebastianos Roussos, ORSTOM
- . Toro-Magia Mexicana Patrice Gouy ; réalisateur : Gerardo Gil- A Cuadro, - Canal +
- Zapata mort ou vif Patrice Gouy ; réalisateur P. LeGall Les Films d’Ici – FR3
- , Mexique, Marcos et Zapatistes P Gouy ; réal: M. Kaptur Arte Soirée Théma
- Ex-votos Patrice Gouy ; réalisateur : Gonzalo.Arijon Les Films d'ici, FR3- FPR,

### Production exécutive: journaliste, coordination
- Trotski, Révolutions et Exils réal. : Patrick. Le Gall. IMA Film - FR3.
- La nuit des Mayas réalisateur : Christina Varady.- Canal Plus - SESAME Film
- Crime Passionnel réalisateur : Philippe Ronce. Première Génération - Arte
- Sous le regard de Dieu réalisateur Serge Moati. Image & Compagnie, France 2
- Emmène moi au bout du monde réal: B. Bouthier ; T. Piasecky. Bill Prod. TF1
- Femmes mexicaines réalisateur : Pascal Vasselin Théophraste FR3
- Les Barrières de la solitude réalisateur : Patricio Guzman ; Les Films d'Ici, FR3
- Cannibales réalisateur : Philippe Ronce ; François Declosets. Ellipse, FR 2,
- Les relations diplomatiques du Vatican réalisateur : Krzysztof Talczewski.
- Tina Modotti réalisatrice: Sylvano Lupi, Poisson Volant, Canal Plus /RAI,
- Les Mayas, Fr. Decloset ; réalisateur : Philippe. Ronce Point du Jour, France 2
- De Zapata aux Zapatistes, réalisateur : Jérôme Kanapa
- Rio La venta, réalisateur : A. de Maximi, Gédéon Programmes, France 2,
- Les nouveaux Mondes, le gouffre de la Lucha, Guy Meauxsonne Gédéon, France 2,
- Les cités perdues des Mayas réal. JC Lubtchansky. Trans Europe Film. Arte
- Les plus belles baies du monde : Puerto Vallarta: Jean Louis Porte Exilène Films
- Les trois vies de François Fournier” réal. Michel Mées Javatoons Productions, RTBF,
- Carnet du Mexique (4 × 52 min) réalisateur : Jean Louis Porte 13 Production, La 5
- Ma part manquante, Micheline Shoebridge, Productions des Collines : TV Québec
- Les Explorateurs d’Arte réalisateur : Vincent Manniez.: Rio Bec, Arte, Canal 22,
- Les marchés du monde : Mexico en 2 volets de 52 min. Réalisateur Philippe Mollé, Canal Evasion, Québec
- Des Racines et des Ailes : Trésors du Mexique 100 min, Réalisateur Raynald Merienne, France 3- Canal 22.